# Lasioglossum rufotibiale
Lasioglossum rufotibiale là một loài Hymenoptera trong họ Halictidae. Loài này được Friese mô tả khoa học năm 1925.